# Estola porcula
Estola porcula är en skalbaggsart som beskrevs av Bates 1866. Estola porcula ingår i släktet Estola och familjen långhorningar. Inga underarter finns listade i Catalogue of Life.